# Хакуринохабль
Хакуриноха́бль (адыг. Хьэкурынэхьабл) — аул в Шовгеновском районе Республики Адыгея России. Административный центр Шовгеновского района и Хакуринохабльского сельского поселения.

## География
Расположен в северо-западной части Республики Адыгея на правом берегу реки Фарс, на расстоянии 42 км к северу от Майкопа (53 км по дороге), 130 км восточнее Краснодара. Хакуринохабль связан с этими и другими населенными пунктами автотрассой. До ближайшей железнодорожной станции —  Дондуковской —  23 км.

## История
Основателями аула явились представители абадзехского общества черкесов, проживавшие между реками Курджипс и Пшеха, в том числе и из абадзехских аулов Даурхабль, Джанчетхабль, Туба, Анчокохабль и др. На нынешнее расположение Хакуринохабля в 1862 году (по другим данным в 1863 году) первыми явились Дауровы и образовали свой хабль, состоявший из пяти дворов. Затем основался род Хакуриновых, а позже между этими родами поселились роды Сапиевых, Гишевых, Меретуковых, Хоретлевых и др. Однофамильцы поселенцев нового места образовали свои хабли (группы усадеб). Затем все хабли объединились в один аул Хакуринохабль, названный по фамилии старшины Хакуринова Тугужа Татлустановича, бывшего подпоручика царской армии, который правил аулом 17 лет. Первоначально хаблем Дауровых руководил Дауров Айдамир, который вскоре передал старшинство в объединенных хаблях Хакуринову Тугужу
На 1897 год входил в Кубанскую область.
27 июля 1922 года аул стал центром Фарсского округа Адыгейской (Черкесской) АО, 5 августа 1924 — центром Хакуринохабльского района, 7 февраля 1929 г. — Шовгеновского района Адыгейской АО, 7 декабря 1956 года потерял статус районного центра. 21 марта 1958 года аул Хакуринохабль переименован в Шовгеновский и вновь стал центром Шовгеновского района. 15 января 1963 года потерял статус районного центра, 12 февраля 1965 вновь стал центром Шовгеновского района. В 1996 году аул получил историческое название Хакуринохабль.

## Экономика
Здесь действуют молокозавод «Шовгеновский», хлебозавод «Шовгеновский», ООО «Биокон», асфальтобетонный завод. Успешно работают агрокомплекс «Шовгеновский», несколько крестьянско-фермерских хозяйств.

## Население
| 1959  | 1970  | 1979  | 1989  | 2002  | 2010  | 2013  | 2014  | 2015  |
| ----- | ----- | ----- | ----- | ----- | ----- | ----- | ----- | ----- |
| 3304  | ↗4265 | ↘4254 | ↘4101 | ↘3828 | ↗4038 | ↘4018 | ↘4014 | ↘3982 |
| 2016  | 2017  | 2018  | 2019  | 2020  | 2021  | 2023  | 2024  |       |
| ↘3959 | ↘3923 | ↗3961 | ↘3948 | ↘3945 | ↘3865 | ↘3843 | ↗3879 |       |

Национальный состав
По переписи населения 2002 года из 3828 проживающих в ауле, 3756 человек пришлось на 2 национальности:
| Национальность | %      | Численность |
| -------------- | ------ | ----------- |
| Адыги          | 91,8 % | 3515        |
| Русские        | 6,3 %  | 241         |

По переписи населения 2021 года из 3865 проживающих в ауле, 3816 человека указали свою национальность
:
| Народ           | Численность, чел. | Доля от населения, % |
| --------------- | ----------------- | -------------------- |
| Адыги (Черкесы) | 3 523             | 92,32 %              |
| Русские         | 237               | 6,21 %               |

## Известные уроженцы
Родившиеся в Хакуринохабле